# Legião do Sham

A bandeira do grupo.

A Legião do Sham (árabe: فيلق الشام, Faylaq Al-Sham) foi uma dissidência do Exército Livre da Síria e da Irmandade Muçulmana síria formada a partir de 19 grupos diferentes. O grupo foi formado para superar a dificuldade de financiamento devido ao cerco da Liga Árabe contra a Irmandade em todo o mundo islâmico.
Possuía mais de 4 mil membros.

## Grupos afiliados
- Brigada Fatiheen
- Brigada Eman
- Brigada Sihem al-Haq